# Saturday Supercade
Saturday Supercade  é uma série de desenho animado produzida para as manhãs de sábado pela Ruby-Spears Productions. Teve duas temporadas na CBS começando em 1983. Cada episódio era composto de diversos segmentos menores apresentando personagens de jogos eletrônicos da Era de Ouro dos Jogos de Arcade. A maior parte dos segmentos de desenho foram exibidos no Brasil pela Rede Globo, no programa Balão Mágico, em 1984. Mas o segmento Space Ace foi exibido pela Rede Bandeirantes em 1987 pelo extinto programa ZYB Bom.

## Segmentos
- Donkey Kong (19 episódios): agindo como antagonista de Kong, estava Super Mario, em sua primeira aparição numa mídia fora dos games.
- Donkey Kong Jr. (13 episódios)
- Frogger (13 episódios)
- Kangaroo (13 episódios)
- Pitfall (7 episódios)
- Q*bert (19 episódios)
- Space Ace (13 episódios)